# Iglesia de Santa María la Mayor (Uncastillo)

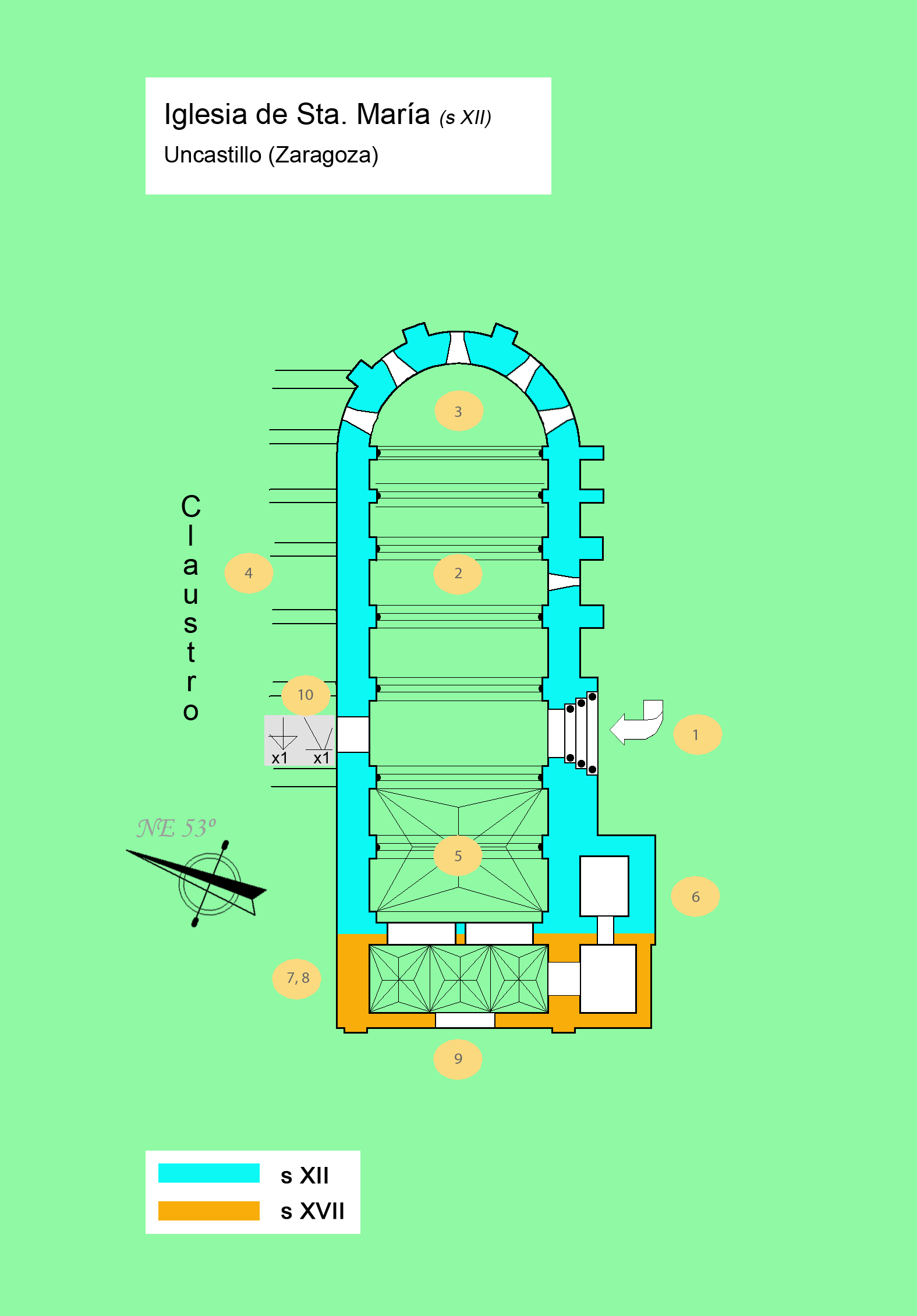
Planta de la iglesia.
Leyenda
1. Pórtico Sur; entrada.
2. Nave.
3. Presbiterio y Ábside.
4. Claustro,.
5. Coro gótico,.
6. Torre,
7. Atrio renacentista.
8. Capilla del Santo Cristo,.
9. Portada Oeste.
10. Marcas de cantería.

La iglesia de Santa María de Uncastillo es una iglesia románica que fue construida sobre una antigua iglesia mozárabe del siglo X entre 1135 y 1155 a expensas del rey Ramiro II de Aragón. Ha sido tradicionalmente el templo principal de la localidad de Uncastillo, perteneciente a la comarca de las Cinco Villas, en la provincia de Zaragoza.
La iglesia de Santa María de Uncastillo tuvo por un tiempo la categoría de colegiata y en ella destaca poderosamente su escultura, que se atribuye al Maestro de Olorón, y decora las arquivoltas de la portada sur, además de la sobrepuerta del atrio de la fachada occidental, los canecillos del ábside y otros lugares de los muros.

## Descripción

### Planta
De estilo románico, del siglo XII, su planta es rectangular de una sola nave, rematada por un ábside semicircular.
En su construcción se usaron sillares de buena calidad y talla regular.
Su nave (2), única, consta de seis tramos, reforzada por contrafuertes y cubierta con bóveda de cañón ligeramente apuntada y soportada por arcos fajones dobles, está rematada por un presbiterio (3) de tramo recto y ábside (3) semicircular rematado por 5 contrafuertes y 5 ventanas aspilladas.
La cubierta del ábside se apoya en una cornisa decorada con ajedrezado jaqués y canecillos esculpidos con relieves figurativos.
La entrada a la iglesia se efectúa por la fachada Sur mediante un pórtico (1) con arco de medio punto y tres arquivoltas abocinadas apoyadas en columnas, algunas de fuste helicoidal, y capiteles historiados.
Se realizaron diversas modificaciones a la planta original:¡
- En el s XIV, se añadió una torre gótica (6) en el muro Sur-occidental, rematada en un estilizado pináculo gótico
- En el s XVI, un claustro (5) renacentista en el muro norte y el coro (5) gótico en los dos últimos tramos de la iglesia.
- En el s XVII, la capilla del Santo Cristo (8), situada a los pies de la iglesia en el lado de la Epístola y un atrio (7) que sustituyó la portada oeste.

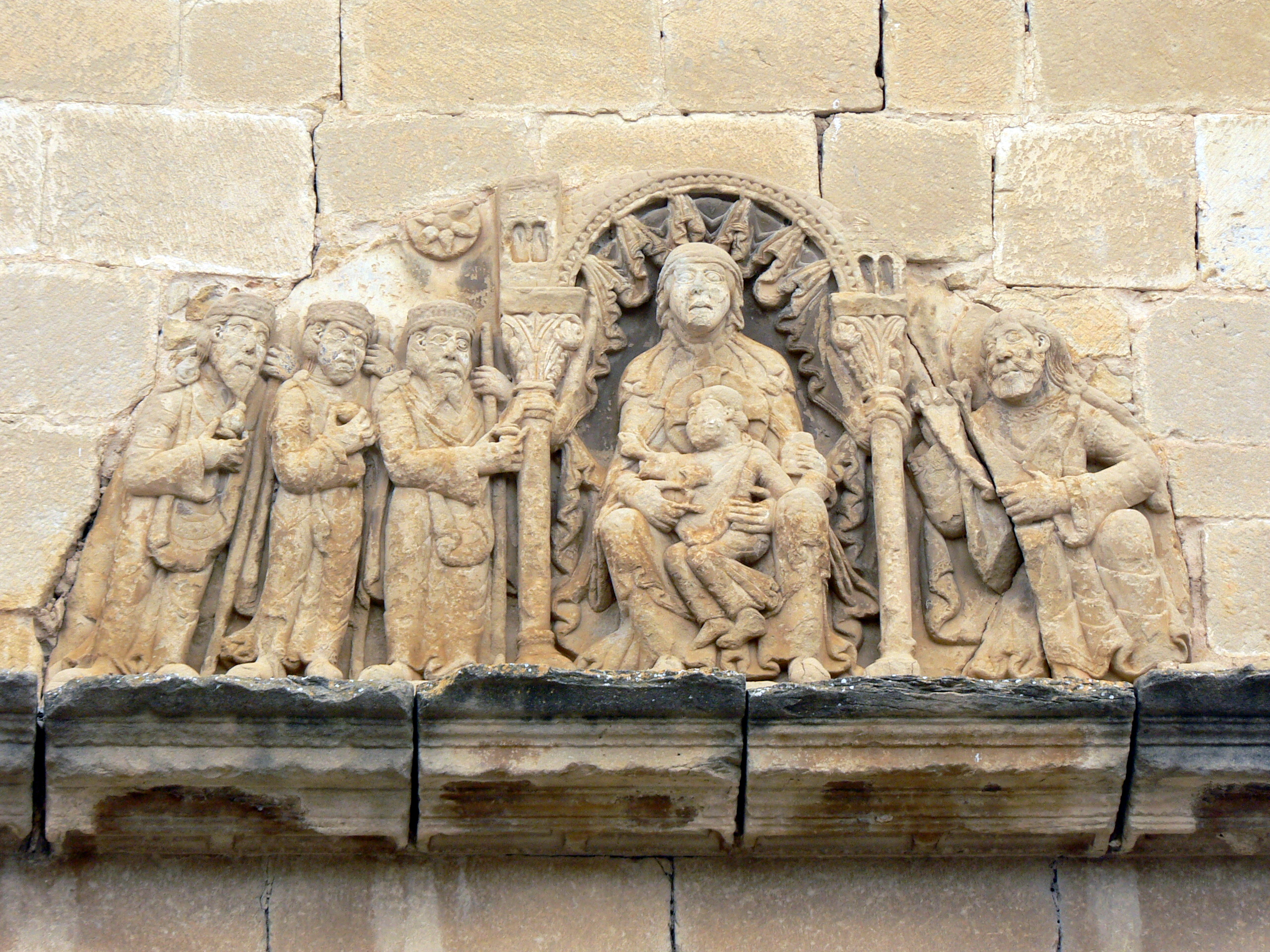
Epifanía colocada sobre la puerta de acceso al atrio del lado occidental

Sobre la entrada del atrio se encajó una epifanía, probablemente procedente del tímpano de la derruida portada románica del muro de poniente, colocada directamente sobre la puerta.
En ella se sitúa en el centro una Virgen en su trono con niño bajo un arco de medio punto profusamente ornamentado con telas y apoyado en dos columnas con capiteles de ornamentación vegetal. A su izquierda está San José y a su derecha los Reyes Magos sobre los que aparece una estrella.
En palabras de Johan Huizinga, en la iglesia de Santa María de Uncastillo el románico aragonés expresa «una euforia carnavalesca, un llanto y crujir de dientes». Así, en uno de los canecillos historiados que decoran el ábside, ha sido señalado a menudo como un ejemplo de representación de la lujuria carnal. En él se representa a una mujer sentada a caballo sobre un hombre, mientras una serpiente se susurra a esta al oído.

## Galería de imágenes

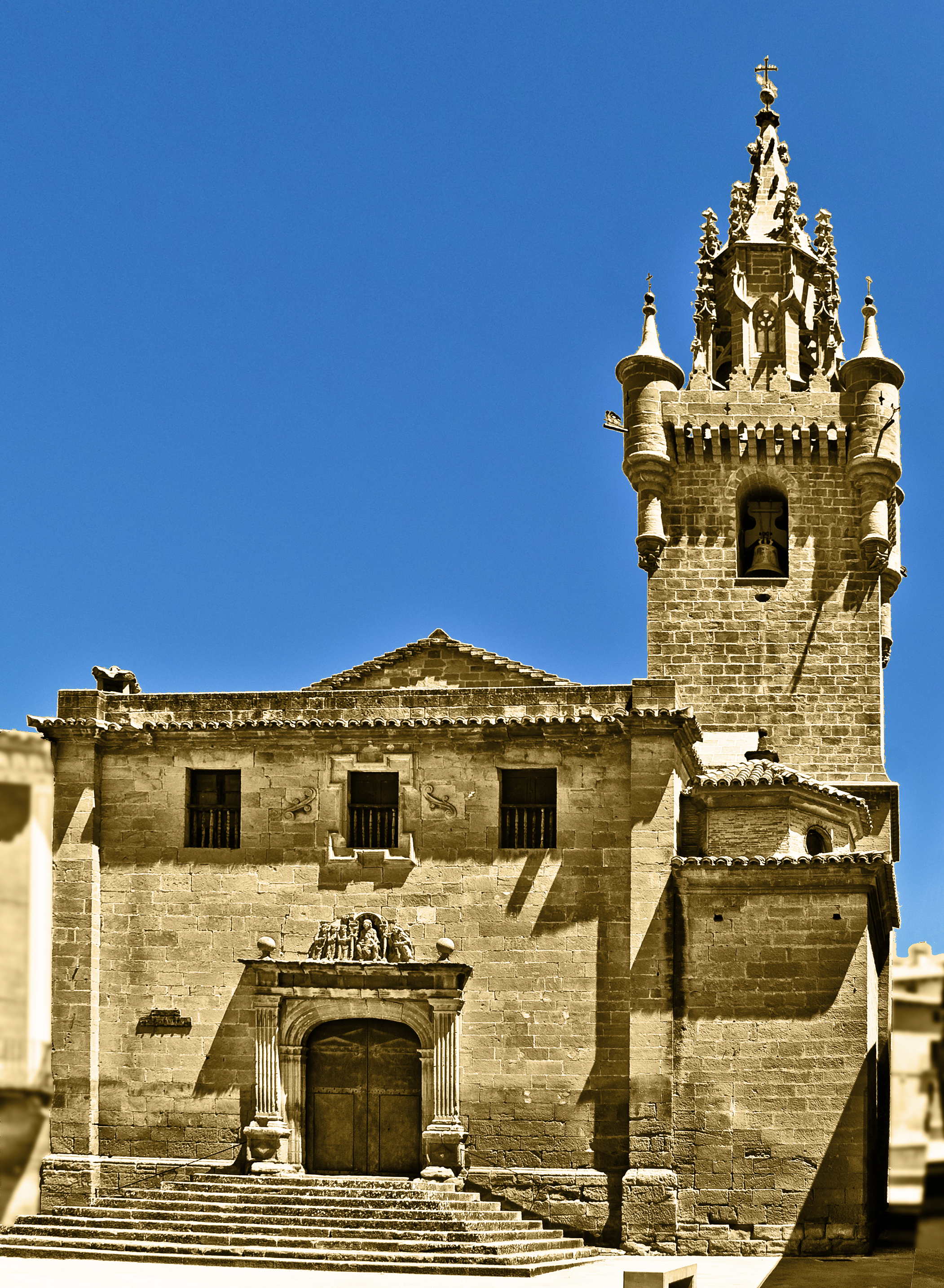
Fachada Oeste (s. XVII).
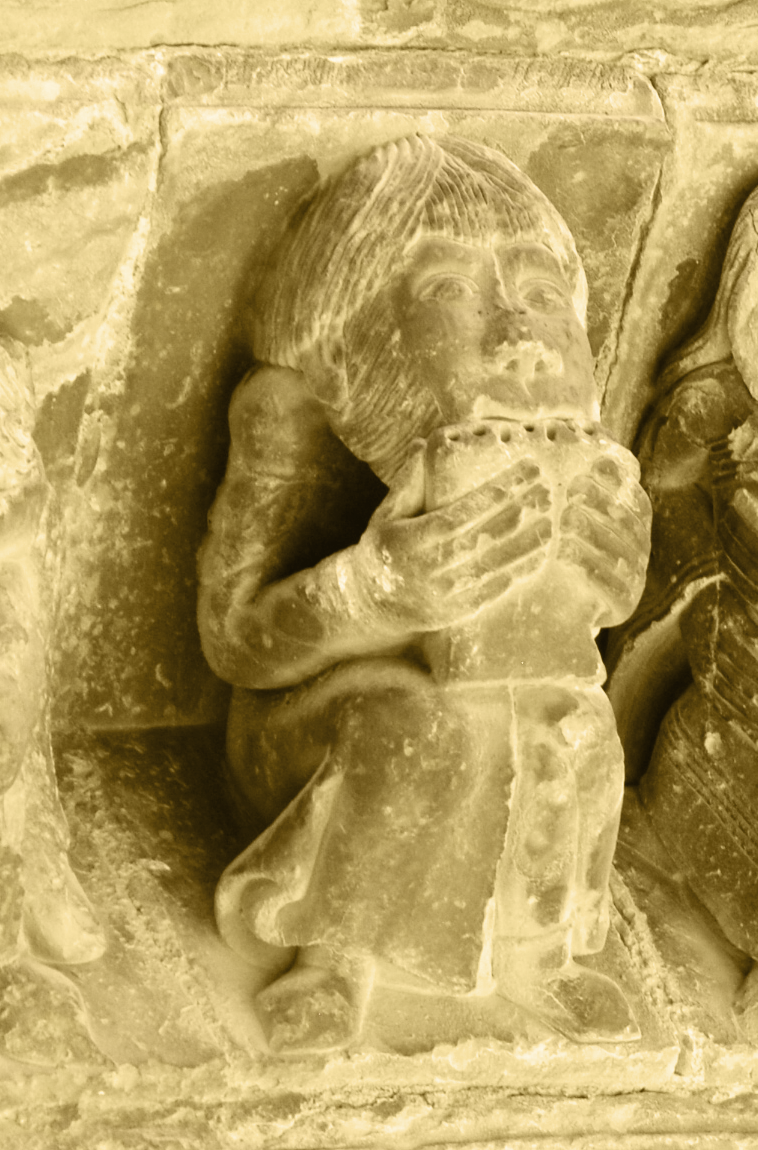
Detalle de Pórtico Sur. Músico con flauta (s. XII).
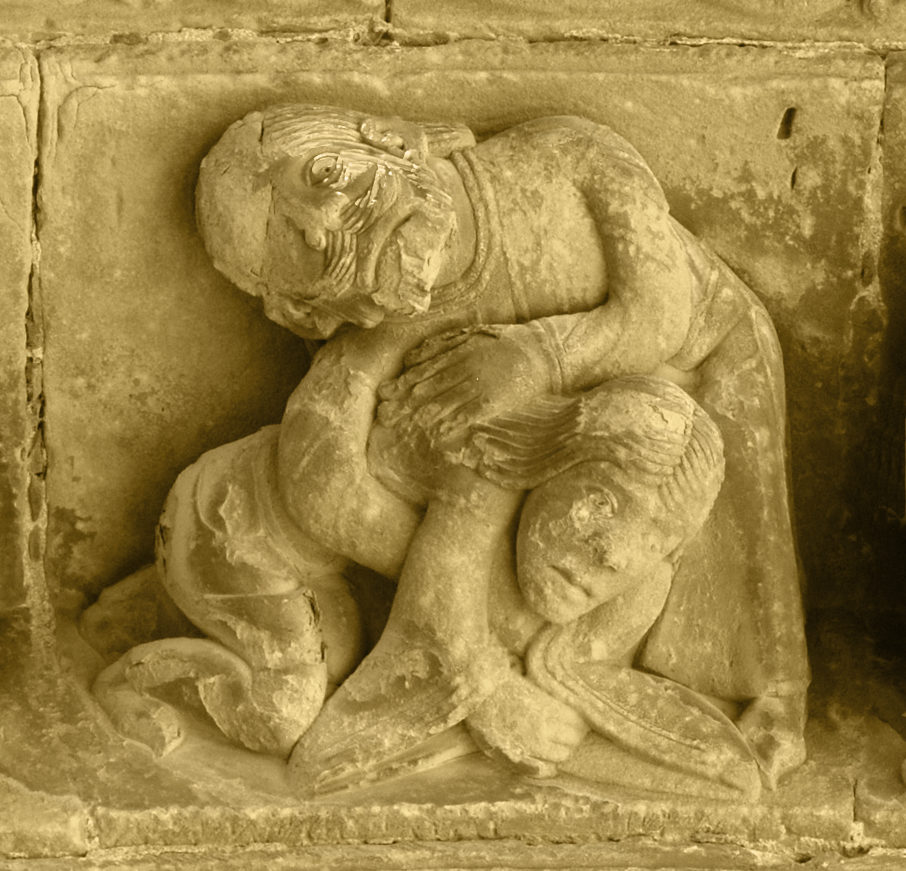
Detalle de Pórtico Sur. Hombre acariciando a mujer (s. XII).
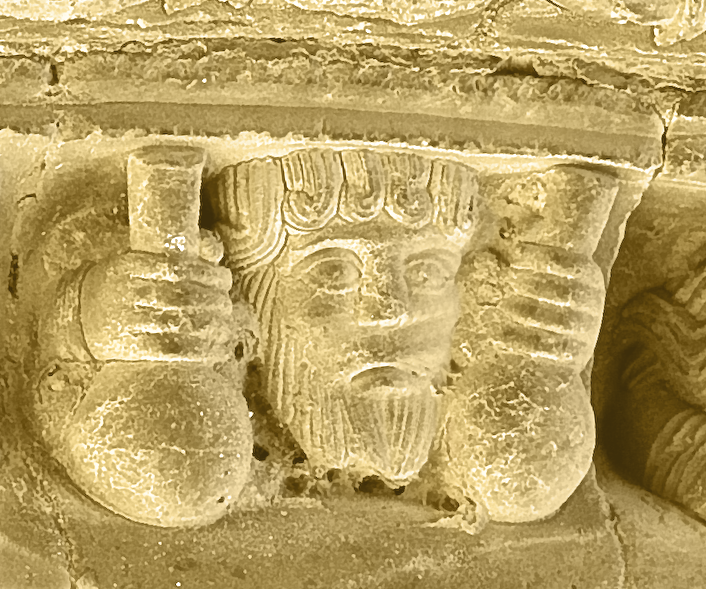
Detalle de Pórtico Sur. Rey con pomos (esencieros) (s. XII).
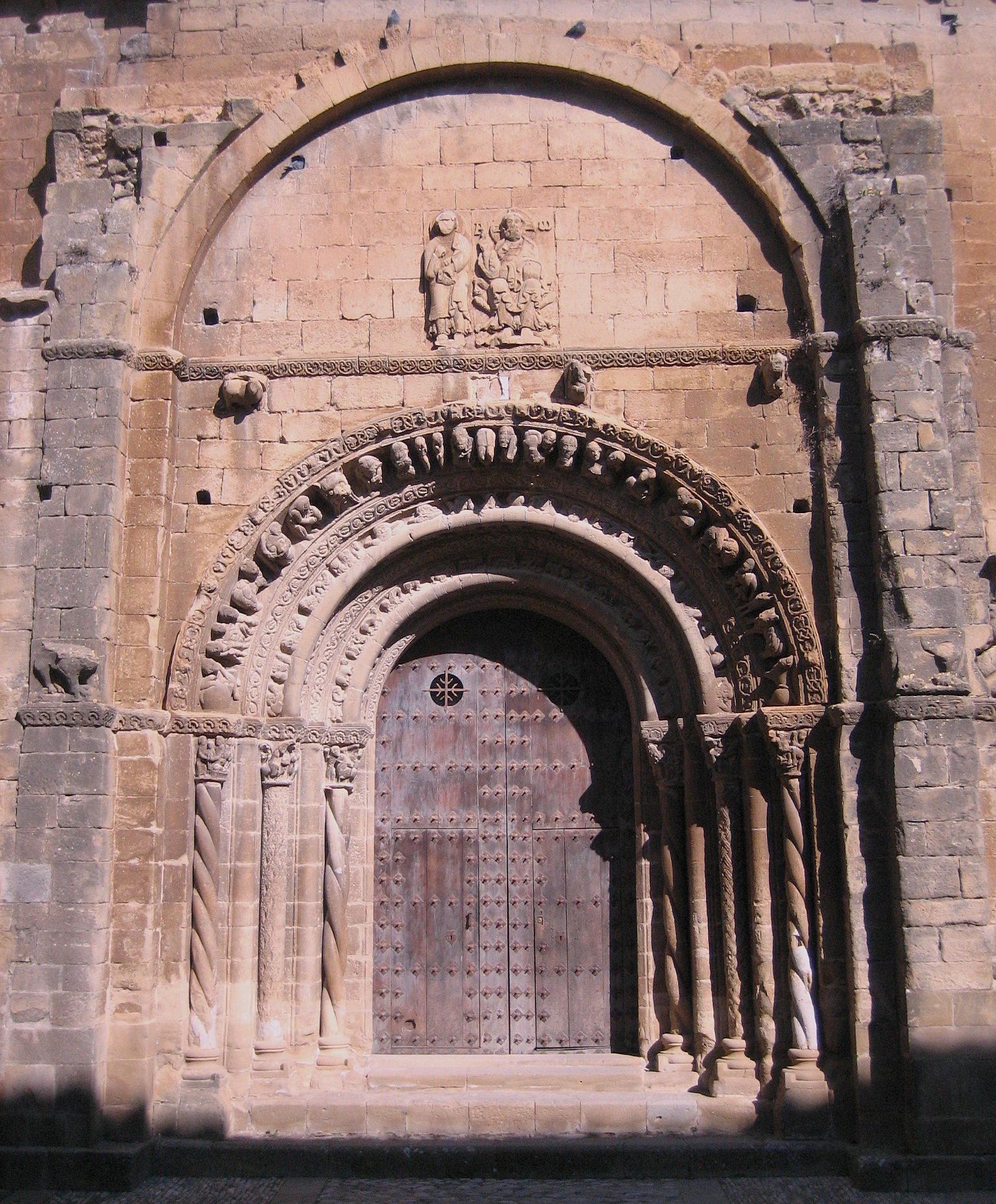
Portada sur Santa María de Uncastillo